# 新少年快報
新少年快報（しんしょうねんかいほう）は、東立出版社が発行する台湾の週刊少年漫画雑誌。
1992年9月17日創刊。創刊当初は毎週月曜日に発売されていたが、2001年から毎週金曜日の発売に変更された。略称は「新少快」、現在の定価は85ニュー台湾ドル。
かつて台湾の漫画雑誌は著作権を保護する国際条約に加入していなかったため、日本の著作権者に無断で翻訳漫画を掲載していたが、批判にさらされるようになった1992年頃には著作権に注意を払うようになり、東立も日本の講談社と締約し、「週刊少年マガジン」に相当する雑誌として「新少年快報」を発行することとなった。それまで発行してきた少年マガジンの海賊版である「少年快報」は同年7月を以って休刊した。同じ年に「龍少年」や「星少女」、「寶島少年」（週刊少年ジャンプ系）、「フォーカス少女」などの同じ東立が発刊する雑誌をはじめ、青文出版集団の「開心漫画」、大然文化の「熱門少年TOP」など、多くの台湾の漫画雑誌が創刊された。
新少年快報は、主に14歳から18歳程度の学生が読む連載少年漫画を主軸としており、格闘漫画や学園漫画が最もポピュラーなテーマとなっている。現在5人の編集者がいる。新少年快報のコンテンツにおいて、少年マガジン連載漫画が全体の9割を占めている。台湾本土の漫画の創作が少ないなかで、台湾の漫画家の作品が新少年快報に連載されることは、作品が肯定的に評価されることにつながるとされている。「新少快」系統の月刊誌として「月刊新少年快報別冊」も発行されている。

## 連載作品
中国版のタイトルも記した。断りのない限り「週刊少年マガジン」連載作品である。
以下、2016年2月19日（2016年11号）現在連載中の作品。不定期連載作品も含む。
| 作品名                                      | 作者（作画）          | 原作など                         | 開始号             | 備考                                  |
| ------------------------------------------- | --------------------- | -------------------------------- | ------------------ | ------------------------------------- |
| はじめの一歩 第一神拳                       | 森川ジョージ 森川讓次 | －                               | 1992年試刊1号      | 2004年41号より休載 2008年24号から再開 |
| 火鳳燎原                                    | 陳某                  | －                               | 2001年16号         | 「新少快」オリジナル連載              |
| あひるの空 籃球少年王                       | 日向武史              | －                               | 2004年44号         |                                       |
| FAIRY TAIL FAIRY TAIL 魔導少年              | 真島ヒロ 真島浩       | －                               | 2006年44号         |                                       |
| AKB49〜恋愛禁止条例〜 AKB49～戀愛禁止條例～ | 宮島礼吏 宮島禮吏     | 元麻布ファクトリー 元麻布FACTORY | 2011年47号         |                                       |
| 山田くんと7人の魔女 山田君與7人魔女         | 吉河美希              | －                               | 2012年24号         |                                       |
| 七つの大罪 七大罪                           | 鈴木央                | －                               | 2013年3号          |                                       |
| 神さまの言うとおり弐 要聽神明的話 貳        | 藤村緋二              | 金城宗幸                         | 2013年23号         |                                       |
| ACMA:GAME ACMA:GAME－惡魔遊戲－             | 恵広史                | メーブ                           | 2013年34号         |                                       |
| UQ HOLDER! UQ HOLDER!悠久持有者!            | 赤松健                | －                               | 2013年47号         |                                       |
| 金田一少年の事件簿R 金田一少年之事件簿R     | さとうふみや 佐藤文也 | 天樹征丸                         | 2014年10号         |                                       |
| 風夏                                        | 瀬尾公治              | －                               | 2014年24・25合併号 |                                       |
| リアルアカウント REAL ACCOUNT 真實帳號      | 渡辺静                | オクショウ 億章                  | 2015年20・21合併号 |                                       |
| 炎炎ノ消防隊 炎炎消防隊                     | 大久保篤              | －                               | 2016年7号          |                                       |

## 過去の連載作品
- 「純情房東俏房客（ラブひな）」（赤松健）
- 「魔法老師（魔法先生ネギま!）」（赤松健）
- 「コータローまかりとおる!」（蛭田達也）
- 「新・コータローまかりとおる! 柔道編」（蛭田達也）
- 「鬼眼狂刀（SAMURAI DEEPER KYO）」（上条明峰）
- 「法外制裁者（CØDE:BREAKER）」（上条明峰）
- 「閃霊二人組（GetBackers-奪還屋-）」（青樹佑夜、綾峰欄人）
- 「妖怪のお医者さん」（佐藤友生）
- 「頑劣家族」（任正華） 「新少快」オリジナル連載
- 「少年無宿シンクロウ」（星野泰視）
- 「特殊救難隊（トッキュー!!）」（久保ミツロウ）
- 「校園迷糊大王（スクールランブル）」（小林尽）
- 「人形手機090（090えこといっしょ。）」（亜桜まる）
- 「GO！純情水泳社！（ケンコー全裸系水泳部 ウミショー）」（はっとりみつる）
- 「金田一少年の事件簿」（天樹征丸、金成陽三郎）
- 「探偵学園Q」（天樹征丸、さとうふみや）
- 「霊感鮮師（ハンマーセッション!）」（八津弘幸、棚橋なもしろ）
- 「純情排球王子（純情カレンな俺達だ!）」（西山優里子）
- 「少年黄飛鴻」（廖文彬） 「新少快」オリジナル連載
- 「滾球王（ボクシングキング）」（唐靉） 「新少快」オリジナル連載
- 「絵戦師」（孫威軍）　「新少快」オリジナル連載
- 「創帝記」（孫威軍）　「新少快」オリジナル連載
- 「ツバサ-RESERVoir CHRoNiCLE-」（CLAMP）
- 「XXXHOLiC」（CLAMP）　「週刊ヤングマガジン」、「別冊少年マガジン」連載
- 「少年刑警（シバトラ）」（安童夕馬、朝基まさし）
- 「クニミツの政（王牌至尊）」（安童夕馬、朝基まさし）
- 「飛輪少年（エア・ギア）」（大暮維人）
- 「ヤンキー君とメガネちゃん」（吉河美希）
- 「Dr.デュオ」（大沢祐輔）
- 「探偵犬シャードック」（佐藤友生）
- 「少年よラケットを抱け」（ちばてつや）
- 「さよなら絶望先生」（久米田康治）
- 「宅語録」（山口猴、羊寧欣）　「新少快」オリジナル連載
- 「金田一少年の事件簿 20周年記念シリーズ」（天樹征丸、金成陽三郎）
- 「君のいる町」（瀬尾公治）
- 「御神遺産（エデンの檻）」（山田恵庸）

短期集中連載作品
- 「新世界より」（貴志祐介、及川徹）
- 「我妻さんは俺のヨメ」（蔵石ユウ、西木田景志）
- 「スライムさんと勇者研究部」（我孫子武丸）　「別冊少年マガジン」連載